# Довгань Ірина Володимирівна
Ірина Володимирівна Довгань (нар. 25 січня 1962, Донецьк, Українська РСР, СРСР) — українська волонтерка та мешканка міста Ясинувата, що зазнала тортур з боку окупантів в Донецькій області за свою проукраїнську позицію.

## Життєпис
У 2014 році, під час війни на сході України проживала в місті Ясинувата Донецької області. З перших днів військових дій допомагала українській армії та не приховувала своїх переконань, за що була викрадена та відправлена до Донецька, контрольованого проросійськими терористами, де була прив'язана до стовпа і піддана приниженням та побиттю.
Визволена завдяки втручанню іноземних журналістів, які випадково опинилися на місці розправи.

## Політична діяльність
Після визволення вирішила балотуватися до Верховної Ради України. На парламентських виборах у жовтні 2014 висунула свою кандидатуру як самовисуванка в одномандатному виборчому окрузі №47, що охоплює місто Слов’янськ та прилеглі райони. У своїй передвиборчій кампанії, наголошувала на необхідності оновлення політичної системи та відновлення миру на Донбасі. За результатами голосування, вона посіла сьоме місце, набравши 4,16% голосів виборців. 

## Нагороди
У березні 2016 року отримала недержавну відзнаку Народний герой України.